# Cherāgh Ḩeşārī
Cherāgh Ḩeşārī (persiska: چراغ حصاری) är en ort i Iran.   Den ligger i provinsen Zanjan, i den nordvästra delen av landet, 270 km väster om huvudstaden Teheran. Cherāgh Ḩeşārī ligger 1 951 meter över havet och antalet invånare är 142.
Terrängen runt Cherāgh Ḩeşārī är huvudsakligen kuperad, men åt nordost är den platt.Runt Cherāgh Ḩeşārī är det ganska glesbefolkat, med 34 invånare per kvadratkilometer. Närmaste större samhälle är Qīdar, 16,7 km sydost om Cherāgh Ḩeşārī. Trakten runt Cherāgh Ḩeşārī består i huvudsak av gräsmarker.